# Milan Hodža
Milan Hodža (1. února 1878 Sučany – 27. června 1944 Clearwater, Florida, USA) byl slovenský politik agrární strany, předseda vlády ČSR v letech 1935 až 1938; mnohonásobný meziválečný ministr.

## Soukromý život
Milan Hodža se narodil do rodiny evangelického faráře v Sučanech (otec Ondrej Slavoslav Hodža, matka Klementína, rozená Plechová) Rovněž jeho bratr Ján Miloslav Hodža († 1941) se stal evangelickým farářem a jeho strýc Michal Miloslav Hodža byl též knězem a mimo to významným slovenským básníkem a národním buditelem.
Mladému Hodžovi se dostalo výborného vzdělání. Studoval na gymnáziích v Banské Bystrici (1888–1890), v Šoproni (1890–1894) a v Sibiu (Rumunsko), 1896 kde maturoval. Právo vystudoval v Budapešti a Kluži (1896–1900) a filosofii ve Vídni (1916–1918). Ovládal sedm cizích jazyků – maďarštinu, němčinu, angličtinu, francouzštinu, rumunštinu, srbochorvatštinu a polštinu.
Roku 1909 se Milan Hodža oženil s Irenou Pivkovou († 1964), s níž měl dcery Irenu, Aglaju a syna Fedora Hodžu, pozdějšího československého diplomata a politika.

## Před rokem 1918

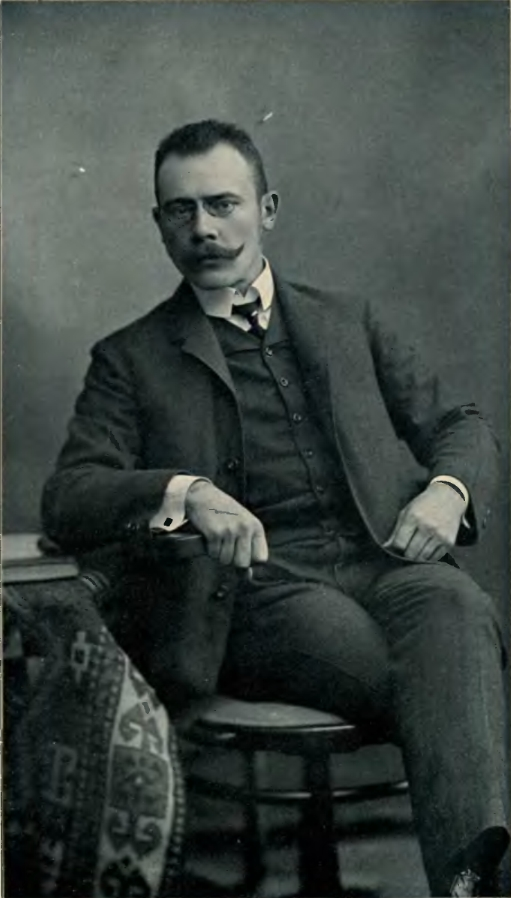
Milán Hodža v roce 1908

Za Rakouska-Uherska působil ve Slovenské národní straně. Byl tvůrcem jejího agrárního programu.
Už jako student práv byl aktivní ve Slovenském spolku působícím v řadách slovenských studentů v Budapešti. Od roku 1903 začal v Pešti vydávat Slovenský týždenník. Od roku 1910 pak společně s Antonem Štefánkem a Františkem Votrubou zahájili i vydávání listu Slovenský denník. Šlo o národně orientovaná periodika, která chtěla oslovit i široké venkovské vrstvy. Podporovala česko-slovenskou spolupráci. V roce 1895 se podílel na národnostním kongresu, na kterém se sešli zástupci slovenské, rumunské a srbské menšiny v Uhrách. Aktivně vystupoval za spolupráci těchto tří etnik. Roku 1905 byl zvolen na Uherský sněm jako jeden z pouhých dvou zvolených slovenských poslanců. Stal se pak zapisovatelem společného klubu, který v uherském parlamentu utvořili slovenští, rumunští a srbští politici. Mandát obhájil ve volbách v roce 1906, kdy bylo na sněm zvoleno rekordních sedm Slováků.
Udržoval kontakt s následníkem trůnu Františkem Ferdinandem d'Este, jenž byl odpůrcem maďarského vlivu v monarchii, a podařilo se mu tak docílit propuštění Andreje Hlinky z vězení. Před rokem 1918 byl členem Muzeální slovenské společnosti. Před válkou se podílel i na tzv. Luhačovických poradách mezi českými a slovenskými představiteli.
Za války pobýval ve Vídni. Zde se v roce 1917 účastnil porady s českými politiky, kde se řešila budoucnost společného česko-slovenského politického postupu. V březnu 1918 s ním ve Vídni jednal Přemysl Šámal s cílem, aby se Slováci veřejně vyslovili pro budoucí státní svazek s Čechy. V červenci 1918 pak s Hodžou mluvil ve Vídni František Sís a dojednávali kooptaci Slováků do nově utvořeného Národního výboru československého.

## Hodžova úloha v předmnichovské ČSR

### Politická kariéra do roku 1935
Po vzniku Československa patřil k předním slovenským politikům.
Jeho první veřejnou funkcí v novém státě byl post československého velvyslance v Maďarsku, který zastával od roku 1918 do roku 1919. V prosinci 1918 podepsal Hodža v Budapešti bez pověření československé vlády dohodu o prozatímní demarkační čáře mezi Maďarskem a ČSR. Vláda s ní ovšem vyslovila nesouhlas a od Hodžova kroku se distancovala. Poprvé se zde střetl Hodža a Edvard Beneš a jejich koncepce zahraniční politiky.
V letech 1919–1920 zasedal v československém Revolučním národním shromáždění, které bylo nevoleným parlamentem nového státu. Slib složil na 34. schůzi v únoru 1919. Působil v Slovenském klubu (slovenští poslanci se dosud nerozdělovali do stranických frakcí). V parlamentních volbách v roce 1920 kandidoval za tehdejší Slovenskou národní a rolnickou stranu (SNaRS). Byl zvolen. Zasedl do společného poslaneckého klubu, který SNaRS utvořila s českými agrárníky.
Během 20. let se postupně profiloval jako stále vlivnější politik. V rámci Slovenské národní a rolnické strany se počátkem roku 1922 podílel na rozkolu, kdy se zájmová organizace Slovenská domovina, napojená na SNaRS, odtrhla a proměnila se na politickou stranu Slovenská domovina – strana malorolnického lidu. Šlo o Hodžův pokus vytvořit si novou politickou platformu. Štěpení slovenského agrárního hnutí ale bylo brzy zastaveno, když se Hodžova Slovenská domovina i Slovenská národní a rolnická strana ještě během roku 1922 spojily s českými agrárníky do celostátní Republikánské strany zemědělského a malorolnického lidu (agrární strany).
Ve 20. letech se pak v rámci slovenské organizace agrární strany stal nejvýznamnějším politikem, zatímco původní předáci slovenských agrárníků z počátečních let republiky (Pavel Blaho a Jozef Branecký) svůj vliv ztráceli. Blaho o něm na sklonku života řekl: „Keby som pri prevrate roku 1918 bol býval len o desať rokov mladší, všeličo by na Slovensku ináč vyzeralo. Nikdy by som nebol išiel s Hodžom, lebo jeho politická morálka a jeho pracovné metódy sa mi protivia.“
Poslanecký mandát obhájil za agrárníky i v parlamentních volbách v roce 1925, parlamentních volbách v roce 1929 a parlamentních volbách v roce 1935. Poslancem zůstal formálně až do zrušení parlamentu v roce 1939. Nevstoupil na rozdíl od většiny svých stranických kolegů do klubu Hlinkova slovenská ľudova strana - Strana slovenskej národnej jednoty, do které se na podzim 1938 spojily všechny slovenské nesocialistické strany. Místo toho působil jako nezařazený poslanec. Fakticky ale již po Mnichově odcestoval do francouzského exilu.
Byl členem vedení Mezinárodního agrárního byra. Kromě toho nastoupil roku 1919 na nově založenou Univerzitu Komenského v Bratislavě, kde vyučoval novodobé dějiny. Roku 1925 založil Československou akademii zemědělskou byl jejím předsedou. V únoru 1928 byl na sjezdu Svazu junáků – skautů RČS zvolen na dvouleté období starostou organizace a později byl i členem čestného předsednictva.
Po celé trvání republiky zastával i vládní posty. Už v prosinci 1919 usedl do první vlády Vlastimila Tusara na nově zřízený post ministra pro sjednocení zákonů a organisace správy Československa (tzv. ministr unifikací) a zastával ho až do konce mandátu tohoto kabinetu.
V první a druhé vládě Antonína Švehly, tedy od roku 1922 až do roku 1926, působil jako ministr zemědělství, v třetí vládě Antonína Švehly v letech 1926–1929 pak jako ministr školství a národní osvěty a po nějakou dobu (1926–1927) také jako ministr unifikací v provizorní funkci správce tohoto rezortu.
V první vládě Františka Udržala působil do 20. února 1929 ještě krátce na postu ministra školství. Vrátil se do první vlády Jana Malypetra, která vznikla 29. října 1932, v níž zastával post ministra zemědělství a zůstal na něm i ve druhé a třetí vládě Jana Malypetra, i s krátkým přesahem již po svém jmenování předsedou vlády do 9. listopadu 1935.
Hodža byl dlouhodobým stoupencem užší spolupráce zemí střední Evropy. Později omezil své integrační plány na Československo, Maďarsko a Rakousko s tím, že chtěl navázat tento regionální blok na Itálii. V Rakousku vzbudila tato koncepce jisté sympatie u kancléře Kurta Schuschnigga, ale stavělo se proti němu Německo, které kontrovalo německo-rakouskou celní unií. Plán také narážel na ochranářské bariéry v obchodu se zemědělskými produkty. Nesouhlasně se k němu stavěl ministr Edvard Beneš a jeho koncepce spojenectví s Francií a Sovětským svazem.

### Politická kariéra po roce 1935
V roce 1935 se Hodža stal předsedou 15. československé vlády. Agrárníci byli při volbě prezidenta rozpolceni, část chtěla hlasovat pro Beneše a navázat tak na Švehlovy a Masarykovy myšlenky, část chtěla jinak orientovat zahraniční politiku a byla proti Benešovi. Hodža přesvědčil křídlo vedené předsedou strany Rudolfem Beranem (pozdějším předsedou vlády za druhé československé republiky), aby se přiklonilo k Benešovi, ač sám byl oponentem Benešovy zahraniční politiky. Ten zato opět jmenoval Hodžu premiérem a dále ministrem zahraničních věcí.
Nyní v roli premiéra a šéfa diplomacie opět Hodža navrhoval spojit státy bývalého Rakouska-Uherska do celní unie. S tímto záměrem odjel do hlavního města Rakouska, Vídně, kde však neuspěl. Pro smír mezi agrárníky a Benešem proto Hodža v únoru 1936 abdikoval na post ministra zahraničních věcí a vystřídal ho Benešův přívrženec Kamil Krofta. Díky němu tak Beneš mohl nadále korigovat nejvýznamnější kroky zahraniční politiky. Hodža byl v čele i 16. a 17. československé vlády až do září 1938.
V druhé polovině 30. let se snažil o urovnání vnitřních národnostních sporů. Počátkem roku 1936 jednal o možnosti vstupu Hlinkovy slovenské ľudové strany do vládní koalice. K dohodě ale nedošlo, protože ľudáci požadovali příslib autonomie. Podobně se v září 1937 bezvýsledně sešel s Konradem Henleinem a sondoval, zda by nemohla Sudetoněmecká strana přejít na vládní pozice a zároveň pomoci zlepšit vztahy ČSR s Německem. Již v únoru 1937 Hodžova vláda ohlásila záměr národnostního vyrovnání (tzv. národnostní statut). Šlo v této fázi o mírné ústupky (větší investice pro kraje osídlené Němci a postupné dosažení proporčního zastoupení jednotlivých etnik mezi zaměstnanci státního sektoru). Když se mezinárodní situace dále zhoršovala, zahájil v dubnu 1938 coby předseda vlády oficiální jednání s SdP. V jednání pokračoval až do září 1938, kdy předal zástupcům SdP čtvrtý plán řešení národnostní otázky, v němž již výrazně ustoupil od konceptu unitárního československého státu.
Po přijetí nóty francouzské vlády o odevzdání pohraničních území kde žilo víc než 50 % Němců Německu zorganizoval Výbor na obranu republiky generální stávku, které se v Praze zúčastnilo na 250 000 lidí. Tato stávka a nespokojenost s podřizováním se diktátu západních velmocí vedla k pádu vlády Milana Hodži.

## Působení v exilu
Poté, co po přijetí Mnichovské smlouvy odjel do Francie, začal vyvíjet aktivity v československém exilu. V roce 1939 založil v Paříži Slovenskou národní radu jako vrcholný orgán slovenské emigrace. Jeho spolupracovníkem byl Štefan Osuský. Udržoval kontakty s českým exilem, ale byl v opozici proti emigrantské skupině okolo Edvarda Beneše (sám Beneš označil Hodžu za politického chytráka, bez linie). Ještě v roce 1939 byla přitom pozice Hodžy ve Francii daleko pevnější než Benešova, později ale bývalý československý prezident dokázal vliv Hodžy oslabit, zejména po pádu Francie, po kterém musel Hodža odcestovat.
Od listopadu 1940 do července 1941 byl v Londýně členem a místopředsedou Státní rady Československé. Pak přesídlil v roce 1941 do USA a jeho vztahy s Benešem se dále zhoršily. Odmítl Benešovu nabídku vrátit se do Státní rady Československé. Na rozdíl od Beneše nebyl orientován na poválečnou spolupráci se Sovětským svazem, měl jiný názor na roli agrární strany v předválečném Československu a trval na svých dřívějších koncepcích integrace střední Evropy. V USA publikoval na toto téma v roce 1942 spis Federation in Central Europe. Zemřel v roce 1944 na Floridě.

## Dílo v elektronické podobě
- Československý rozkol : príspevky k dejinám slovenčiny. Turčiansky Svätý Martin: [s.n.]., 1920. 424 s. - dostupné v Digitální knihovně UKB